# 青岛科学
青岛的先民远在新石器时代晚期，为了在恶劣的自然环境中生存，便产生了原始的科学技术活动。公元前26世纪，胶州湾附近的夙沙部落首创了海水制盐，即所谓的“夙沙氏煮海为盐”，成为中国制盐的鼻祖。春秋时期，青岛地区的海航和筑港科技在琅琊一带蓬勃发展，成就了齐国重要的海洋文化；后至宋金时期，北移至胶西板桥镇的口岸标志着青岛地区相关科技的日趋成熟。建置初的19世纪末，青岛的近代科技开始萌芽，并具备了一定基础。1897年德租时期，近代西方科学技术随之传入。科学技术在城市的各行各业、各方各面中得到广泛应用和较快发展。1914年第一次日占时期，青岛有了采用西方现代纺织技术兴办的轻纺工业，同时民族工业也借助西方科技逐渐发展起来。1920年代，随着现代科技水平的不断提高，科教（尤其高等教育）与科研（尤其海洋科研）有了新发展：私立青岛大学于1924年成立，开展现代科技的研究与教学。青岛观象台于1926年赴法国参加国际性的经度测量活动，利用无线电技术准确测得了气象台的经度；于1928年设立海洋科，使青岛成为中国海洋科研的发祥地。1929年，青岛海洋科学家赴西班牙参加了国际海洋学会议。1930年代，一大批一流学者和科学家云集青岛，多数是海归人士，像生物学家童第周、曾呈奎，物理学家王淦昌、丁西林，化学家汤腾汉、傅鹰，再加上在青岛观象台工作的蒋丙然、高平子、宋春舫等中国第一代天文学家，可谓人才荟萃，使青岛称成为当时的科学文化名城。而后，因为战争等原因，科技发展基本处于停滞状态。
共和国成立后，一大批应用性强的科技成果在政策的调控下涌现。1956年，青岛科学家与苏联合作进行了渔业联合调查。至1960年代，全市共有14个市属研究所，主要分布在农业、医药、轻工、机械、化工等领域。文革期间，科技活动几近停滞，鲜有成果。改革开放后，科技工作出现新局面，科研机构开始面向经济、面向市场开展有偿服务、技术咨询、技术转让和技术开发等活动，拓宽了服务领域；科技研发机构增加，队伍壮大，水平提高，成果丰硕。一系列科技成果标志着青岛的科技事业取得了长足进展。1990年代，青岛市提出“科技兴市”战略。2000年，青岛市被列为全国4个科研机构改革试点城市之一，完成了应用性科研机构的转企改制；年内开展了国家农业综合开发高新科技推广综合示范、国家海洋重点基础科学研究规划（973计划之一）。截至2010年末，全市各类人才资源总量122万人，其中专业技术人才51.9万人，高技能人才13.2万人；拥有两院院士51人（本地27人，外聘24人），国家“千人计划”12人；聚集了全国50%的海洋高层次科研人才，70%的涉海两院院士，40%的高级海洋专业技术人才，获得国家海洋创新成果奖占全国的50%；拥有28家海洋科教机构，1个国家级（国内唯一）和17个省部级海洋类重点实验室，1处国家级和6处部委级海洋科学观测台站，拥有包括“大科学工程-海洋科学综合考察船”和7艘千吨级以上远洋科学考察船在内的23艘海洋调查船。

## 自然科学研究
青岛作为近代兴起的海洋科技城，在海洋与工农业等的相关研究应用领域有着显著的特点和优势，科学技术在生产上的应用促进了经济和科技自身的发展。早在20世纪初，青岛设立了潮汐观测井，开始进行海洋水文观测；李村设立了农科实习基地，从事农林牧渔的生产技术试验、示范和引进品种繁育推广等工作。20世纪前半叶，青岛在城市建设和兴办工厂的过程中便开始大量引进应用工程科学技术，建材、机械、纺织、食品、化工等方面的技术一度领先国内。1930年代，半年刊《海洋》在青岛创刊，海洋博物馆、研究所建成；成立了胶州湾海产动物采集团，设立测量采集站，进行海洋采集调查。1940年代开始对海洋生物、海洋理化、潮汐海流、台风风暴潮进行观测，并对胶州湾的海洋水文和化学、生物等展开研究。
共和国初年，青岛作为相对先进的工业城市多承担向周边地区输出转让技术和科研成果的责任，自身工程科技水平基本没有得到太大发展。海洋科技方面，中央水产实验室（即现在的中国水产科学研究院黄海水产研究所）在青岛建立。随后，中国科学院水产生物研究所青岛海洋生物研究室（即现在的中国科学院海洋研究所）、山东大学（现址已是中国海洋大学）海洋系等相继成立。在小麦岛建起了中国最早的海浪观测站。进而，国家相关部委均在青岛成立了一系列海洋研究机构（如国家海洋局北海分局、海洋地质研究所等），使青岛成为中国最主要的海洋科研基地。改革开放后，青岛作为中国海洋科学的国际交流和国际合作基地，举办和召开了许多国际性的海洋科考调查活动和学术研讨交流会。工程科技也开始加快发展，取得了较多较高水平的科研成果，推出了一大批高科技电子产品。在军用电子、电波传播、光电信号监测、GPS应用、探地雷达、电子大屏幕、油气勘测设备、弱电应用等技术领域取得了许多国内领先的创新型成果，标志着青岛市在信息探测感知技术方面有一定实力，也代表了青岛电子领域的科研水平。进入21世纪，国家海洋科学研究中心、国家深海基地先后在青岛落户，开展国家重大海洋科研、科考活动。青岛的工程科技也获得高速发展，在应用自动化、信息网络、光电检测、系统集成、通信技术、遗传科学、纳米材料等领域达到国际领先水平。世界七大海洋科研机构之一的青岛海洋科学与技术国家实验室将落户蓝色硅谷核心区。

## 社会科学研究
青岛的社会科学研究工作始于20世纪初。1908年德国政府与清政府联合建立了德华大学，内设政法科系，标志着青岛现代人文社科研究的开始。1913年，德国学者尉礼贤与辛亥革命后避居青岛的清政府遗老人文学者刘廷琛、劳乃宣、赵尔巽等创办了尊孔文社学术团体，开始对外文书记进行翻译或将中国文献翻译成外文，同时进行汉语言研究。1914年后，先后成立了外国语协会、教育会等学术团体。1920年代，由于五四运动的影响和国立青岛大学的建立，人文社科研究发展较快，同期康有为来到青岛定居并创立了万国道德会。1932年，由原国立青岛大学改设的国立山东大学设立了文学院，大批国内知名学者来青岛任教，使青岛成为中国社会科学研究中心之一。国立山大成立的国文学会、新文学研究会、时事研究会、史学会、外国文学研究会等社会科学学术团体在社会上产生了重要影响，胶澳平民教育协会等一大批群众性社科团体相继成立，并经常召开学术交流演讲会、座谈会等。《励志》、《教育半月刊》等一系列社科刊物也在这一时期相继创办，各大报纸也相继开辟社科版面。抗战时期，由于社会动荡，教育停办，社科研究陷入停滞。1946年，国立山大复校，大批学者相继回到青岛任教。官方和民办的各种学术团体相继恢复。
共和国初年，社科领域由于迁来的华东大学和国立山大的繁荣发展而呈现积极景象，国内知名学者云集青岛，合并成立的山东大学是青岛重新成为社科研究中心。对于中国哲学、中西交通、魏晋历史、民族解放运动史、英语国家文学、中国诗文、东夷文化等学术研究均处于中国领先地位，《文史哲》等学术刊物在国内外享有盛誉。1958年后，随着山东大学的外迁、“左倾”路线干扰和十年文革的开始，青岛的社会科学遭遇了重大损失和20年的发展停滞。1979年，青岛市社会科学院成立。随后，青岛市哲学学会、历史学会、经济学会、现代文化研究会等群众性研究团体相继成立。1984年，青岛市社会科学界联合会成立。1985年，新成立的青岛大学设立了诸多社会科学院系，成为青岛新的社科研究基地；同时若干理工科见长的大学也加强了人文学科的建设。1994年，青岛市社会科学院成立，同时青岛市经历最大的一次院校兼并，青岛医学院、山东纺织工学院和青岛师范专科学校并入青岛大学，使得青岛的社会科学得以集中发展，但同时部分专业学科也丧失了较多自我发展壮大的机会。进入21世纪，山东大学、暨南大学等重点综合大学即将在青岛建立分校，青岛的人文社科研究面临新一轮的发展。